# ينغجة (نازلو)
ينغجة هي قرية في مقاطعة أرومية، إيران. يقدر عدد سكانها بـ 90 نسمة بحسب إحصاء 2016.